# Multi Viral
A Multi_Viral a Puerto Ricó-i Calle 13 együttes ötödik stúdióalbuma, ami digitális és CD formátumban 2014. február 28-án jelent meg az együttes által alapított független El Abismo kiadó gondozásában. 2014. április 22-én jelent meg az album kétlemezes CD/DVD változata, amelynek a forgalmazását a Sony Music Latin végzi.

## Felvételek és megjelenés
Az album dalait főleg Eduardo Cabra Música Satánica nevű studiójában, részben pedig Greenwich Village-ben az Electric Lady Studios-ban és más studiókban vették fel. Az összes számot Joe LaPorta maszterelte a Sterling Sound (New York, NY) stúdióban.
Miközben az album felvétele folyt San Juanban, Visitante látta, hogy ahogy telnek a hónapok, úgy égnek ki egymás után a stúdióban a villanykörték. Ekkor megígérte, hogy addig nem cseréli ki az izzókat, amíg az albumot be nem fejezik. Az utolsó lámpa egy héttel a lemez befejezése előtt égett ki, ekkor Visitante azt mondta, hogy sötétben fogja befejezni a munkát.
Az album bemutató koncertje Buenos Airesben az Arquitecto Richardo Etcheverry Stadionban (közismertebb nevén Estadio Ferro) volt 2014. március 1-én. Itt és néhány más koncerten a látogatók egy kódszámmal ellátott plasztikkártyát kaptak, amivel később az internetről letölthették az album zenéjét. Ez részét képezte az album „multivirális” koncepciójának, amiről Visitante, az együttes zeneszerzője a következőt mondta:
Hazaviszik az albumot a koncertről, és utána az összes dal rajta lesz a számítógépükön, és egész biztos fel fogják majd tölteni különböző helyekre. Így válik valóra a multivirális koncepció.
Residente, az együttes szövegírója és énekese ehhez még azt fűzte hozzá, hogy az albumot nem hagyományos módon fogják terjeszteni, hanem szájról szájra, mint egy vírust.
Február 27-én az NPR Music az album teljes anyagát meghallgathatóvá tette streaming formájában.

## Zene és dalszöveg

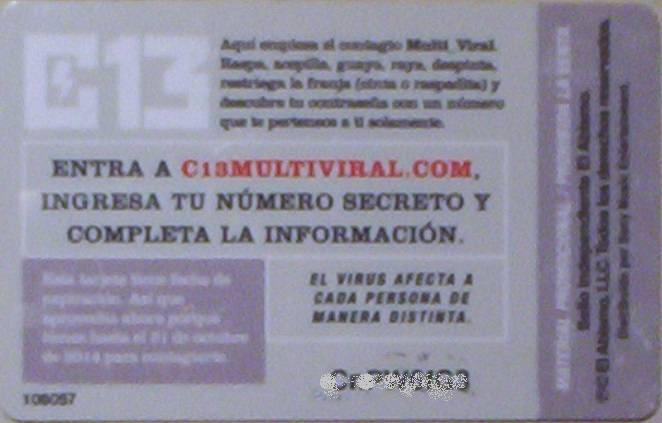
A Multi Viral album letöltésére jogosító kártya a Calle 13 együttes madridi koncertjéről (2014. július 20.)

Residente azt mondta az album dalszövegéről, hogy az „inkább egzisztencialista” és hozzáfűzte még: „Egyszer csak elkezdett foglalkoztatni az élet és a halál kérdése. Arra gondoltam, talán tudnék a politikánál fontosabb dologgal is foglalkozni.”
Az album bevezető számáról Jon Pareles azt írja: "olyan, mint egy Beatles-harmóniákat idéző elegáns kamarapop-tétel". Eközben Eduardo Galeano uruguayi író szavait hallhatjuk, aki közös utazásra hívja a hallgatókat a Calle 13 világába.
Az Adentro című számban Residente a gangsta-rappereket kritizálja erőszakos szövegeik miatt, továbbá sajnálatát fejezi ki, hogy 2009-ben sértő kijelentéseket tett Luis Fortuñóra, Puerto Rico kormányzójára, bár fenntarja, hogy ezek jogosak voltak. Folytatva az önkritikát, Residente megemlít egy Maseratit, amit a Calle 13 sikereinek kezdetén vett, ám később ezt megbánta. Ez a megbánás olyan erős volt, hogy a dal videóklipjében Residente szétzúzza a kocsit, ám előtte „Puerto Ricó-i gangsta rajongó fiatalok” a nyitott ablakokon keresztül a kocsi üléseire dobálják fegyvereiket és aranyékszereiket. Residente a kocsit egy olyan baseballütővel veri szét, amelyet az általa hősnek tekintett Willie Mays profi baseballjátékostól kapott. Residente a dallal és a videóval kapcsolatban a következőt mondta:
Négy hónapig használtam azt a kocsit és a végén már szégyelltem magam. Bizonyos értelemben ez a kocsi ugyanolyan, mint az összes többi cucc: a fegyverek, az arany. Ezért a videóban meg fogom semmisíteni az összes benne lévő fegyverrel együtt.
Visitante a dal megírása közben arra arra törekedett, hogy kerülje a hiphopban szokásos ritmusokat és ismétléseket. A dal egyes részeiben egy sorozat Grammy-díjat használnak ütőshangszerként.
A címadó és egyben első kislemezként megjelenő Multi_Viral című dal a tömegtájékoztatásban zajló manipulációt és félretájékoztatást leplezi le, miközben olyan elfoglaló mozgalmakra hivatkozik, mint az Occupy Wall Street és a Yo Soy 132.
A lemez harmadik kislemeze az Ojos color sol (Napszínű szemek) Silvio Rodríguez kubai dalszerző közreműködésével készült, akit Residente kért fel erre a feladatra. A dalban az a gondolat fogalmazódik meg, hogy a napfény talán nem is hiányozna, hiszen egy nő tekintete ugyanúgy ragyog, mint a csillagfény.
Második kislemezként jelent meg az album talán legsikeresebb dala, az El aguante. A dalban ír hangulatot idéző gyors fuvola melódia hallható. A dalszövegben az ír nemzeti ellenálláson túl más történelmi konfliktusokról, háborúkról és diktatúrákról is szó esik. A refrénben Residente is énekel. A dal egyes részeiben olyan ütőshangokat lehet hallani, amelyeket Residente és Visitante egy harmadik személy segítségével úgy állított elő, hogy falapra helyezett üvegpalackokat különböző fémtárgyakkal ütögettek. A felvételnek erről a szakaszáról a YouTube-ra egy külön werkfilmet is feltöltöttek.
A Respira el momento (Lélegezd be a pillanatot) eredeti címe La vida (Az élet) volt, ám Residente végül módosította, mondván: „Annyi dalt adtak már ki ezzel a címmel, hogy inkább megváltoztattuk.” A dal az emberi életciklusról szól. A refrén alapját egy indián chant adja. Ehhez Vernon Foster indián énekest hívták meg, akit a YouTube-on fedeztek fel. Ő akkor éppen Romániában tartózkodott., ám ennek ellenére elrepült San Juanba, hogy felvegyék a dalt. Visitante egy videóban arról beszél, hogy ez a dal azt a hangulatot tükrözi, amit az album előkészítése alatt érzett. Eredetileg úgy tervezték, hogy ez lesz az első szám, végül ez készült el utoljára. Residente elmondta, nehéz volt olyan dalszöveget írnia, ami összegzi az emberi életet és hogy előtte utánanézett néhány adatnak: például hogy hány ember születik és hal meg naponta, havonta és évente; hány lépést tesz meg egy ember élete során és hasonló dolgok. A felvételen szerepel egy vendég vonósnégyes is. A dal tempóját úgy választották meg, hogy az megegyezzék egy csecsemő szívverésének az ütemével. A dalhoz forgatott videóklipet 2015. június 14-én töltötték fel a VEVO videómegosztóra: La Vida (Respira el Momento) (Official Video). YouTube.

## Fogadtatás

### Kritikák
Will Hermes a Rolling Stone magazinban azt írta, túlzás nélkül elmondható, hogy az együttes nagyon ambicizózus hiphop albumot csinált. A címadó számról, de az egész albumról is úgy vélekedett, hogy „példaértékű, úgy ahogy van”. David Jeffries az AllMusicban azt írta, hogy az album továbbviszi a 2010-ben kiadott Entren los que quieran nagylemezen megjelenő politikai kritikát és műfaji sokszínűséget, ugyanakkor a „jól kiérdemelt művészi szabadság érzését” kelti. Hozzátette még: „bámulatos, hogy az album nem omlik össze ilyen teher alatt vagy nem hat úgy, mint egy száraz állampolgári ismeretek óra”.

### Díjak
A Multi_Viral albumot és a rajta lévő dalokat kilencszer nevezték a 2014-es Latin Grammy-díjátadóra és végül két kategóriában nyert. Ezzel a Calle 13 vezeti a Latin Grammy-díjazottak listáját, összesen 21 alkalommal nyertek eddigi pályafutásuk során. Visitantét, az együttes producerét és zeneszerzőjét nem csak az albumban nyújtott teljesítményéért nevezték Az év producere kategóriában, hanem a Todo cae című dalért is, amit Jorge Drexler Oscar-díjas uruguayi színész ad elő.
Latin Grammy-díjak 2014
| Díj                                 | Mű                     | Eredmény |
| ----------------------------------- | ---------------------- | -------- |
| Az év felvétele                     | Respira el momento     | Nevezés  |
| Az év albuma                        | Multi_Viral            | Nevezés  |
| Az év dala                          | Ojos color sol         | Nevezés  |
| A legjobb urban zenei interpretáció | Adentro                | Nevezés  |
| A legjobb urban zenei album         | Multi_Viral            | Nyertes  |
| A legjobb urban zenei dal           | Adentro                | Nevezés  |
| A legjobb alternatív dal            | El aguante             | Nyertes  |
| Az év producere                     | Eduardo Cabra Martínez | Nevezés  |
| A legjobb rövidfilm videó           | Adentro                | Nevezés  |

### Listák
| Lista (2014)                               | Legjobb helyezés |
| ------------------------------------------ | ---------------- |
| Spanyolország (PROMUSICAE Top 100 Álbumes) | 40               |
| USA Top Latin Albums (Billboard)           | 4                |
| USA Top Rap Albums (Billboard)             | 22               |

| Lista (2014)        | Helyezés |
| ------------------- | -------- |
| US Top Latin Albums | 51       |

## Az album dalai
Az összes dalszöveg szerzője Residente; az összes szám szerzője Visitante.
| 1.    | Intro – El viaje (A szöveget írta és előadja Eduardo Galeano.)                         | 2:00 |
| 2.    | La vida (Respira el momento) (közm. Ileana Cabra Joglar, Vernon Foster és Ioana María) | 5:29 |
| 3.    | Interludio – Un buen día para morir (énekel Vernon Foster)                             | 0:40 |
| 4.    | El aguante                                                                             | 4:48 |
| 5.    | Ojos color sol (közm. Silvio Rodríguez)                                                | 3:37 |
| 6.    | Multi_Viral (közm. Julian Assange, Kamilya Jubran és Tom Morello)                      | 4:23 |
| 7.    | Cuando los pies besan el piso (közm. Ileana Cabra Joglar és Diana Fuentes)             | 3:54 |
| 8.    | Adentro                                                                                | 4:52 |
| 9.    | Interludio – Stupid Is as Stupid Does (dalszöveg John Leguizamo)                       | 0:59 |
| 10.   | Los idiotas (Diana Fuentes és Juan Pablo Díaz)                                         | 4:30 |
| 11.   | Fuera de la atmósfera del cráneo (közm. Ileana Cabra)                                  | 3:55 |
| 12.   | Perseguidos (közm. Biga Ranx, Ileana Cabra)                                            | 4:44 |
| 13.   | Gato que avanza, perro que ladra (közm. Ileana Cabra)                                  | 5:08 |
| 14.   | Me vieron cruzar (közm. Ileana Cabra és mások)                                         | 3:54 |
| 15.   | Así de grande son las ideas (közm. Ileana Cabra)                                       | 5:10 |
| 58:03 |                                                                                        |      |

## Fordítás
- Ez a szócikk részben vagy egészben  a   Multi_Viral című angol Wikipédia-szócikk ezen változatának fordításán alapul.  Az eredeti cikk szerkesztőit annak laptörténete sorolja fel. Ez a jelzés csupán a megfogalmazás eredetét és a szerzői jogokat jelzi, nem szolgál a cikkben szereplő információk forrásmegjelöléseként.